# Umur de Aydın
Umur Beg, Umur Ghazi, o Umur el León fue el emir de Aydin de 1336 a 1344. Umur se hizo célebre en una crónica de un poeta turco del siglo XV, como el «León de Dios», por sus hazañas contra la navegación cristiana. Sin embargo, fuentes occidentales pintan una imagen mucho menos heroica, dos embajadores venecianos comentaron que su estómago era inmensamente gordo, «como un barril de vino». Lo habían encontrado portando sedas, bebiendo leche de almendras y comiendo huevos con especias con una cuchara de oro. Umur fue un fiel aliado y amigo de Juan Cantacuceno, y le ofrezca apoyo material durante sus campañas militares. En el apogeo de su poder, su principado tenía 350 barcos y 15.000 hombres. En 1348, una flota papal de 20 barcos destruyó su flota, pero consiguió expulsar a los cristianos de Esmirna.
Umur fue asesinado en una batalla en 1348.